# Unternehmen Edelweiß (Film)
Unternehmen Edelweiß ist ein deutscher Kriegsfilm aus dem Jahre 1954, der den deutschen Einmarsch in Norwegen 1940 mit dem Decknamen Unternehmen Weserübung thematisiert. Zur Klarstellung sei darauf hingewiesen, dass das tatsächliche Unternehmen Edelweiß den deutschen Vormarsch zum Kaukasus betraf. Unter der Regie von Heinz Paul spielen Joachim Mock und Albert Hehn die Hauptrollen. Drehbuchautor Hans Gustl Kernmayr schuf auch die Romanvorlage Der gläserne Berg.

## Handlung
Norwegen im Jahre 1940. Die Wehrmacht hat sich im Land festgesetzt, neun Gebirgsjäger im Norden einen Unterschlupf in einem einsam gelegenen Gehöft gefunden. Die Offiziere und einfachen Landser Friederich, Stefan Hallweger, Adelbert, Ignatz, Paul Hübner, Werner Lobisser, Hardei, Erich und Melchior ahnen nicht, dass der Sohn des Besitzers Hauptmann Magnus Rasmussen, Eike, in der Dachkammer eine winzige Funkstation betreibt, mit der er deutsche Truppenbewegungen an die Alliierten weitergibt. Als am folgenden Tag zum Weitermarsch durch die winterliche Landschaft geblasen wird, ahnen die neun deutschen Gebirgsjäger nicht, dass sie in einen schweren Schneesturm landen. 
Die Situation wird derart dramatisch, dass sich der Führer des kleinen Trupps dazu entschließt, ein SOS-Rettungsersuchen zu funken, das prompt von den Rasmussens empfangen wird. Magnus durchlebt schwere Gewissenskämpfe, ehe er sich schweren Herzens dazu entschließt, mit seiner Schwester und zwei weiteren Helfern aufzubrechen, um den deutschen Feind zu retten. Wieder daheim in der Hütte, entdecken die Wehrmachtssoldaten die Funkstation unter dem Dach. Sie vergelten Rasmussens gute Tat und ziehen vom Gehöft ab, ohne, wie es die Vorschrift vorsieht, die drei Norweger für die Kollaboration mit dem Feind hinzurichten.

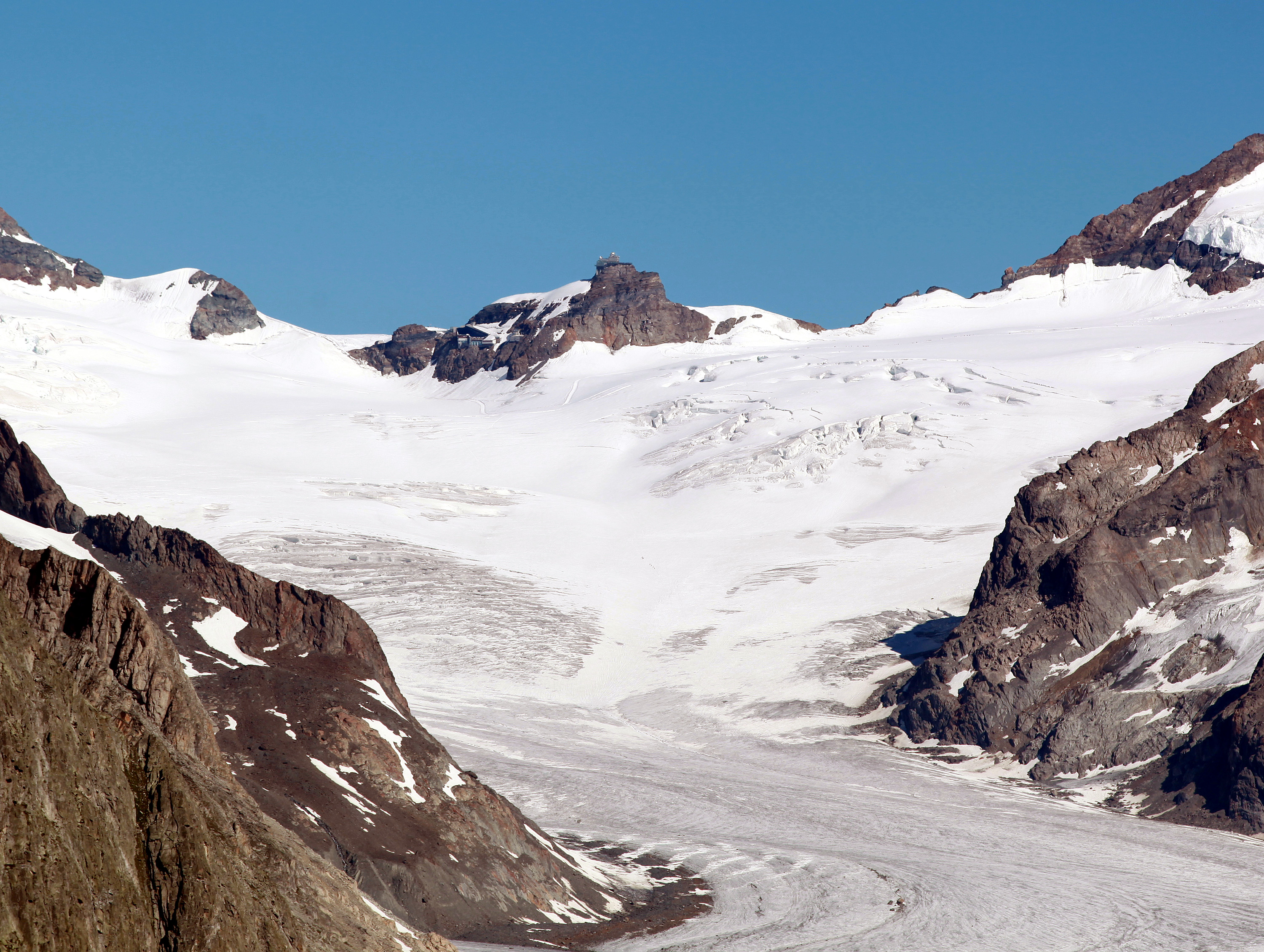
Drehort Jungfraujoch (Schweiz)

## Produktionsnotizen
Unternehmen Edelweiß entstand im Filmatelier Göttingen sowie am Jungfraujoch in der Schweiz (Außenaufnahmen). Die Uraufführung erfolgte am 9. November 1954 in Stuttgart, die Berliner Premiere fand am 28. Januar 1955 statt.
Heinz Paul und Christoph von Mitschke übernahmen die Produktionsleitung. Hanns H. Kuhnert und Theo Zwierski gestalteten die Filmbauten.

## Kritiken
Der Spiegel schrieb: „Eine vorsichtig in Anti-Kriegsparolen verpackte, treuherzig-naive Soldatengeschichte. Die gedämpft kriegerische Musik stammt von Norbert Schultze (Bomben auf Engelland).“
Im Lexikon des Internationalen Films heißt es: „Die Fragestellung und die versöhnliche Antwort des Films werden durch Selbstgerechtigkeit, Sentimentalität und unaufrichtige Vereinfachung beeinträchtigt.“